# Harry Gordon Selfridge
Harry Gordon Selfridge (ur. 11 stycznia 1858 w Ripon w Wisconsin, zm. 8 maja 1947 w Londynie) – amerykańsko-brytyjski przedsiębiorca, założyciel sieci domów towarowych Selfridges.
Był synem drobnego kupca, w wieku 21 lat dołączył do firmy hurtowo-detalicznej Field, Leiter and Company (później Marshall Field and Company) w Chicago, gdzie pracował przez następne 25 lat. W 1906 przeniósł się do Anglii, gdzie zaczął budować wielki dom towarowy przy Oxford Street w Londynie. Gdy jego partner się wycofał, Selfridge otrzymał wsparcie od zamożnego pośrednika handlu herbatą, i w 1908 została zarejestrowana spółka 1908 Selfridge and Company, Ltd. z kapitałem 90 tys. funtów na ukończenie projektu. Pierwszy dom towarowy został otwarty w 1909. Dzięki pomysłowej reklamie i promocji, profesjonalnemu personelowi oraz nowatorskiemu wystrojowi wnętrz, spółka odniosła sukces. W 1937 Selfridge otrzymał brytyjskie obywatelstwo. Jego dewizą było "klient ma zawsze rację".